# Niviventer langbianis
Niviventer langbianis är en däggdjursart som först beskrevs av Robinson och Cecil Boden Kloss 1922. Niviventer langbianis ingår i släktet Niviventer och familjen råttdjur. Internationella naturvårdsunionen kategoriserar arten globalt som livskraftig. Inga underarter finns listade i Catalogue of Life.
Arten blir 131 till 162 mm lång (huvud och bål), har en 154 till 199 mm lång svans, 29 till 33 mm långa bakfötter och 19 till 22 mm långa öron. Vikten varierar mellan 58 och 98 g. Individerna har gulbrun till rödbrun päls på ovansidan med några mörkbruna taggar inblandade. Det finns en tydlig gräns mot den vita undersidan. Gränsen utgörs av en smal ljusbrun linje. Svansens är helt brun. På händernas och fötternas ovansida förekommer ljusbrun till vit päls som kan ha en mörkare fläck.
Detta råttdjur har nästan samma utseende som Niviventer confucianus. Några äldre uppstoppade exemplar kan därför vara fel identifierat.
Denna gnagare förekommer med flera från varandra skilda populationer i Sydostasien från Myanmar och sydöstra Kina till Vietnam och norra Malackahalvön. Den vistas i kulliga områden och i bergstrakter upp till 2800 meter över havet. Arten föredrar städsegröna regnskogar som habitat men den hittas även i lövfällande skogar.
Niviventer langbianis klättrar i växtligheten och går ibland på marken.